# 3187 Dalian
3187 Dalian (1977 TO3) là một tiểu hành tinh vành đai chính được phát hiện ngày 10 tháng 10 năm 1977 bởi Đài thiên văn Tử Kim Sơn ở Nanking.